# التپه
التپه، روستایی است از توابع بخش مرکزی شهرستان بهشهر در استان مازندران ایران.

## جمعیت
این روستا در دهستان کوهستان قرار دارد و براساس سرشماری مرکز آمار ایران در سال ۱۳۸۵، جمعیت آن ۱۹۰۳ نفر (۴۶۷خانوار) بوده‌است. مردم التپه از قومیت طبری هستند. مردم روستای التپه به زبان طبری (مازندرانی) سخن میگویند.